# Bauchige Feilenmuschel

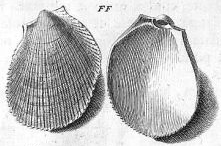
Limaria tuberculata (Olivi, 1792), Holotypus (aus Gualtieri, 1742: Taf.88, Fig.FF)

Die Bauchige Feilenmuschel (Limaria tuberculata, Syn.: Limaria inflata hians, Mantellum inflatum) ist eine Muschel-Art aus der Familie der Feilenmuscheln (Limidae).

## Merkmale
Das gleichklappige, aber ungleichseitige Gehäuse misst bis 45 mm Länge, 38 mm Breite und 23 mm im Querschnitt (Dicke). Es ist damit nur unwesentlich länger als breit, aber vergleichsweise starb gewölbt. Es ist im Umriss schräg-eiförmig und an der Vorderseite schräg nach unten vorne verlängert. Die Hinterseite fällt vom Dorsalrand mit flachem Winkel ab. Das Hinterende ist weit gerundet. Die Vorderseite ist leicht gewölbt, das vordere Ende eng gerundet. Der Ventralrand ist weit und asymmetrisch ausgebuchtet. Die „Ohren“ (Fortsätze) beiderseits des Wirbels sind sehr klein, dreieckig und ungefähr gleich groß. Die beiden „Ohren“ sind oben etwas vorgezogen, bilden also einen spitzen oder etwa rechten Winkel. Im Adultstadium klaffen die beiden Klappen an Vorder- und Hinterseite auch bei geschlossenen Gehäuse ständig. Der Spalt an der Vorderseite ist jedoch deutlich größer als der Spalt an der Hinterseite. Der Dorsalrand ist gerade und vergleichsweise breit. Das bräunliche Ligament liegt in einer breiten, aber schmalen Grube unterhalb des Wirbels. Die Schlossplatte beiderseits der Ligamentgrube ist glatt.
Die Schale ist dünn, aber festschalig. Die Ornamentierung besteht aus etwa 30 bis 35 schwachen, radialen Rippen, die etwas gewellt und mit kleinen Pusteln besetzt sind. Die Rippen verursachen am Gehäuserand eine Zähnelung. Gelegentlich schalten sich auch feinere Zwischenrippen ein. Die radialen Rippen werden von schwachen, unregelmäßigen Anwachsstreifen gekreuzt. Die Rippen pausen sich auch nach innen durch. Die Farbe ist fast konstant weiß, selten mit einer leichten orangefarbenen Tönung. Innen ist die Schale glänzend weiß.

## Ähnliche Arten
Die Bauchige Feilenmuschel ähnelt der Klaffenden Feilenmuschel (Limaria hians) in der generellen Gestalt. Letztere ist jedoch etwas länger im Verhältnis zur Breite, etwas flacher und besitzt mehr Rippen.

## Geographische Verbreitung, Lebensraum und Lebensweise
Das Verbreitungsgebiet der Art beschränkt sich auf die wärmeren Teile von Ost- und Westatlantik. Im Ostatlantik ist sie von Portugal, dem Mittelmeer, den Kanarischen Inseln und den Azoren bekannt. Sie fehlt aber im Schwarzen Meer. Sie ist als Anti-Lessepsscher Migrant ins Rote Meer eingewandert.
Sie lebt auf verschiedenen Untergründen, baut Nester aus Byssusfäden und Trümmerteilchen, in denen sie sich aufhält. Sie kann aber durch schnelles Öffnen und Schließen der beiden Klappen frei schwimmen.

## Taxonomie
Die Erstbeschreibung des Taxons erfolgte 1792 durch Giuseppe Olivi in der ursprünglichen Kombination Ostrea tuberculata. Er verwies dabei auf die Abbildung auf Tafel 88, Fig.FF in dem vor-Linnéischen Werk von Niccolò Gualtieri, die die Art eindeutig kennzeichnet. Ostrea tuberculata ist quasi de facto Typusart der Gattung Limaria Link, 1807, da die formelle Typusart der Gattung Limaria, Lima inflata Link, 1807 ein jüngeres Synonym von Limaria tuberculata ist. Die Mollusca Base verzeichnet vier weitere Synonyme: neben Lima inflata Link, 1807, Lima cubaniana d’Orbigny, 1853, Lima exilis S. V. Wood, 1839, Lima imbricata Risso, 1826 und Lima ventricosa G. B. Sowerby II, 1843. Besonders Limaria inflata (Link, 1807) findet sich häufig auch in modernerer Literatur.

## Belege